# Тирлахінг
Тирлахінг (нім. Tyrlaching) — громада в Німеччині, розташована в землі Баварія. Підпорядковується адміністративному округу Верхня Баварія. Входить до складу району Альтеттінг. Складова частина об'єднання громад Кірхвайдах.
Площа — 20,54 км2. Населення становить 1040 ос. (станом на 31 грудня 2020).

## Галерея

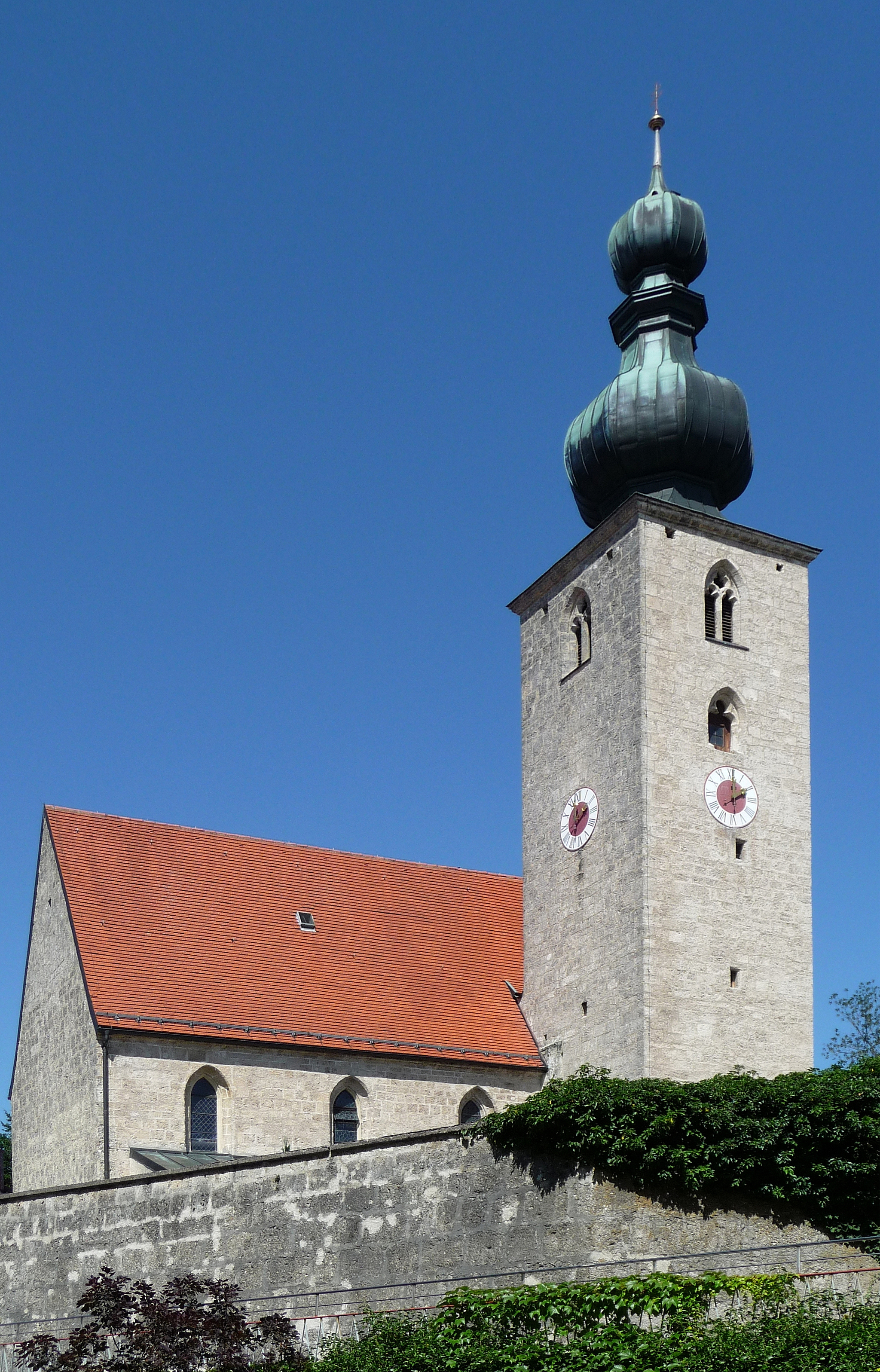